# Sozial-Kulturelle Gesellschaft der Deutschen im Oppelner Schlesien
Die Sozial-Kulturelle Gesellschaft der Deutschen im Oppelner Schlesien (SKGD) ist eine Organisation der deutschen Minderheit in der Woiwodschaft Oppeln und dem Powiat Lubliniecki in der Woiwodschaft Schlesien.

## Strukturen und Tätigkeiten
Die SKGD ist die größte und bedeutendste Organisation der deutschen Minderheit in Oberschlesien; sie ist Mitglied des Verbandes der deutschen sozial-kulturellen Gesellschaften in Polen (VdG). Der SKDG gehören 330 Deutsche Freundschaftskreise (DFK) an;  diese sind lokale Orts- oder Gemeindegruppen. Die SKGD hatte im Zeitraum 2006/2007 rund 170.000 Mitglieder.
Zu den Aufgaben der Sozial-Kulturellen Gesellschaft gehören die Stärkung des kulturellen Lebens der deutschen Minderheit und die Förderung von deutschsprachiger Bildung und sozialer Einrichtungen.

## Geschichte
Die SKGD wurde 1989 zur Zeit der politischen Wende gegründet und 1990 offiziell registriert. Zu diesem Zeitpunkt hatte die SKGD rund 180.000 Mitglieder. 2004 ging die im Januar 1990 registrierte und bis dahin selbständige Sozial-Kulturelle Gesellschaft der Deutschen im Oppelner Schlesien mit Sitz in Rosenberg (Vormals Sozial-Kulturelle Gesellschaft der Bevölkerung deutscher Abstammung in der Woiwodschaft Tschenstochau) in der SKGD auf. Deren bisheriger Vorsitzender Edward Flak trat in den Vorstand der Sozial-Kulturellen Gesellschaft der Deutschen im Oppelner Schlesien ein.

## Vorstand
Vorsitzender ist derzeit Rafał Bartek.